# Битва при Вау
Битва при Вау — битва, яка відбулася 29-31 січня 1943 року і була частиною Новогвінейської операції Тихоокеанської кампанії Другої світової війни. Підрозділи Імперської армії Японії вирушили з Рабаула і, незважаючи на напади Союзників з повітря, успішно досягли Лае, де вони висадилися. Після висадки японські війська попрямували до австралійської бази біля Вау, яка потенційно загрожувала японським позиціям на Саламауа і Лае. Почалися перегони між японськими військами, які рухалися по суходолу, та австралійськими військами, яких доставляли повітрям. Австралійцям заважали погодні умови. До того часу як японці досягли Вау, австралійські захисники були значно підсилені повітряним перекиданням резервів. В результаті битви, незважаючи на досягнення тактичної раптовості, японці не змогли захопити Вау.

## Передумови
Місто Вау розташоване в Новій Гвінеї в провінції Моробе в долині Вау-Балоло. В 1920-х і 1930-х роках в цьому місці вирувала золота лихоманка. Золотошукачі прибували на узбережжя в Саламауа та рухалися вглиб країни. Шахтарі розчистили площу для будівництва майстерень та будинків, організували подачу води та електроенергії. Вони побудували аеродроми у Вау та Балоло, які стали основним способом доставки в долину Вау-Балоло. Злітно-посадкова смуга аеродрому мала трав'янисте покриття довжиною 3 100 футів (940 м) з 10-відсотковим нахилом, тому літаки могли злітати і сідати лише з північного сходу. Гори в кінці злітно-посадкової смуги заважали повторній спробі посадки та виключали розширення смуги. Всі ці фактори потребували гарної видимості при посадках літаків, проте, погода на хребті Оуен Стенлі характеризувалася частими штормами і туманами.
Після початку війни з Японією, до Вау було евакуйовано біженців з Лае та Саламауа. Були евакуйовані немісцеві жінки та діти, а чоловіків призовного віку записано в добровольці або до місцевої поліції. Спочатку цивільних осіб евакуювала цивільна авіація, але після 23 січня 1942 року, коли японці почали бомбардувати Вау, літаки супроводжували винищувачі.
Крім поставок до Вау за допомогою авіації використовувались також сухопутні шляхи. Проте через складність гірської місцевості та необхідність використання носіїв для ручного перенесення вантажів об'єми переміщення цим шляхом були невеликими.

## Перед битвою
Командувач ВПС Союзників в Південно-Західному Тихоокеанському регіоні генерал-лейтенант Джордж Кенні наказав командиру групи бомбардувальників бригадному генералу Кеннету Вокеру провести бомбардування гавані в Рабаулі перед початком битви. Вокер змушений був відмовити, оскільки його бомбардувавльники мали труднощі, аби залишати Порт-Морсбі в нічний час. Замість цього він рекомендував почати атаку опівдні. Несприятливі погодні умови виключали участь бомбардувальників з Австралії, отже доступними були лише бомбардувальники в Папуа: шість B-17 і шість B-24. Незважаючи на прохання Кенні, Волкер атакував гавань в Рабаулі опівдні 5 січня та зіткнувся з вогнем важкої зенітної артилерії та атаками винищувачів. Сорок 500-фунтових (230 кг) та 24 1000-фунтових (450 кг) бомб було скинуто з висоти 8 500 футів (2 600 м). Два В-17 були збиті, в тому числі літак Вокера, який був посмертно нагороджений медаллю пошани. Після війни було з'ясовано, що бомбардувальники потопили одне японське торгове судно «Кейфуку Мару» та два кораблі було пошкоджено, один з них есмінець «Такікадзе».

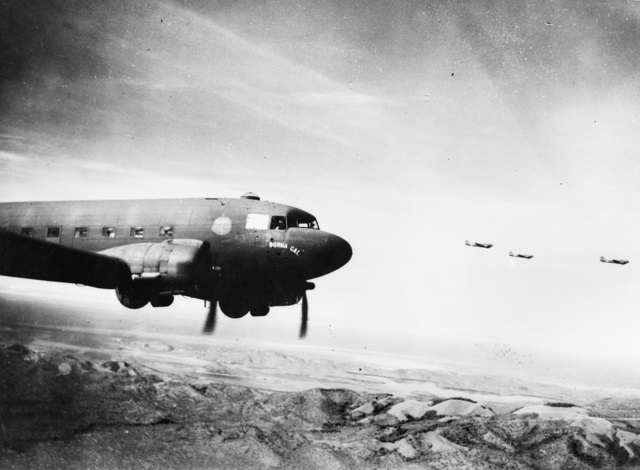
Вантажні літаки Союзників доставляють у Вау підкріплення та вантажі.

6 січня японський конвой доставив бойовий підрозділ «Окабе» з Рабаулу в Лае. Розвідка Союзників виявила конвой і він був атакований ВПС США та літаками RAAF, хоча його прикривали японські винищувачі та низькі хмари. Союзники стверджували, що знищили 69 японських літаків, втративши 10 своїх. Літак «Catalina» з 11-ї ескадрильї RAAF під командуванням лейтенанта Девіда Вернона під час нічного нападу на конвой, потопив транспорт «Нішируї Мару». Японські есмінці врятували 739 з 1 100 військовослужбовців, які були на борту транспорта. Інший транспорт, «Меко Мару», був так сильно пошкоджений, що змушений був постійно знаходитися на березі в Лае. Тим не менше, конвою вдалося досягти Лае 7 січня та висадити близько 4 000 японських військовослужбовців. Загалом ВПС Союзників здійснили 416 вильотів.
З 10 по 16 січня підрозділ Окабе вирушив вздовж узбережжя на баржах в Саламауа, де завершили підготовку до нападу на Вау. 16 січня японці зіткнулися з австралійським підрозділом під командуванням Джеффрі Боуена. Після короткого бою, під час якого Боуен був вбитий, австралійці змушені були відступити. Японці не стали переслідувати австралійців, оскільки вибрали інший маршрут руху. Цей маршрут був вибраний так, щоб уникнути можливість виявлення літаками Союзників. Оскільки японські військовослужбовці повинні були нести їжу та боєприпаси на собі, просування проходило важко і зайняло більше часу, ніж очікувалося.

## Битва
Першою на шляху батальйону Окабе стала рота 2/6 піхотного батальйону під командуванням капітана Шерлока. Окабе наказав атакувати позиції Шерлока 28 січня. Після недовгого бою, коли у австралійців почали закінчуватися боєприпаси, Шерлок змушений був відступати. Під час відступу Шерлок був вбитий.
Бої в Буні закінчилися 23 січня, звільнивши додаткові літаки для підтримки Вау. Також нові літаки прибули до Австралії із США. Після швидкої перевірки та технічного обслуговування вони були доставлені в Порт-Морсбі. Це дозволило додатково перекидати війська, спорядження та боєприпаси до Вау.
29 січня до Вау на 53 літаках прибула більша частина 2/7 піхотного батальйону та решта 2/5. Наступного дня, незважаючи на обстріли, ще 40 літаків здійснили 66 перельотів. Вони доставили дві 25-фунтові гармати, 2/1 польовий полк з повним озброєнням під командуванням капітана Вайса. Під час посадки один з літаків Дакота не вписався в злітно-посадкову смугу та врізався в два інших літаки. В цей день японцям вдалося досягти злітно-посадкової смуги, але під тиском австралійських підрозділів вони змушені були відступити.
31 січня 35 літаків виконали 71 перельотів, а 1 лютого 40 літаків здійснили 53 перельоти, в результаті чого кількість австралійських військових у Вау збільшилася до 3 000 осіб. До 4 лютого Окабе під загрозою оточення був змушений відмовитися від подальших атак та почав відступати.

## Після битви
З моменту створення в травні 1942 року до 15 лютого 1943 року, австралійський підрозділ Кенга втратив 30 офіцерів та 319 військовослужбовців, в тому числі 4 офіцери та 48 військовослужбовців з 2/6-го піхотного батальйону. Австралійці нарахували 753 вбитих японців. Додавши 361 вбитих на «Нішируї Мару» та численних пілотів літаків загальні втрати японців складають приблизно 1200 осіб.